# Zentralstadion Jonava
Das Zentralstadion Jonava (litauisch Jonavos centrinis stadionas) ist ein Fußballstadion mit Leichtathletikanlage in der litauischen Stadt Jonava. Die Sportstätte verfügt über eine Fläche von 13 970 m² und ist das größte Stadion der Rajongemeinde Jonava; sie bietet Platz für 3.000 Zuschauer und wird von den Fußballvereinen Lietava Jonava, Fajetonas Jonava und Nevėžis Kėdainiai genutzt. Das Stadion befindet sich am Joninės-Tal, zwischen der Jonavos sporto arena und dem Krankenhaus Jonava.

## Geschichte

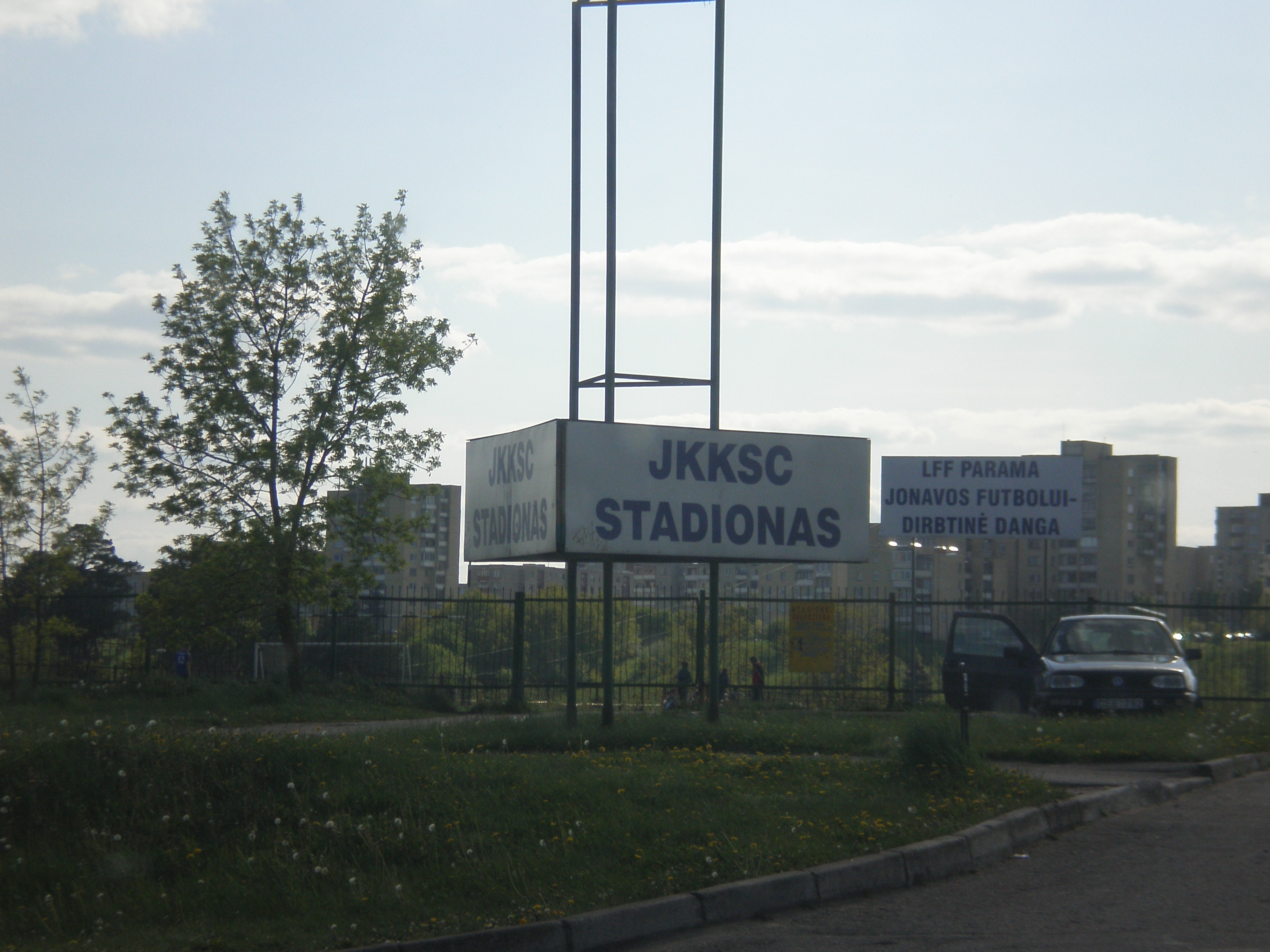
Schild zum Stadion

Der Bau des Stadions erfolgte in der zweiten Hälfte des 20. Jahrhunderts an der Žeimiai-Straße neben dem jüdischen Friedhof Jonavas, dem Krankenhaus und dem Joninių slėnis. Der Name Zentralstadion unterstreicht, dass es das Hauptstadion der Stadt ist. Daneben gibt es das Altstadion Jonava (am linken Ufer der Neris), das ebenfalls noch in Betrieb ist und in der Regel für Trainings der Kinder und Jugendlichen der Sportschule Jonava genutzt wird.
Nach der Unabhängigkeit der Litauischen Sozialistischen Sowjetrepublik (LiSSR) von der Sowjetunion 1990 wurde das Stadion in Jonava erneuert. Von 2008 bis 2010 renovierte man das Stadion aus dem Haushalt Litauens und der Rajongemeinde Jonava.

## Infrastruktur
- Zwei Rasenplätze (meistens genutzt für Fußball)
- Laufstrecken
- Sechs Street-Basketball-Squads
- Rugby- und Volleyball-Ausrüstungen
- Beach-Volleyball-Plätze
- Display und Beleuchtung

## Galerie

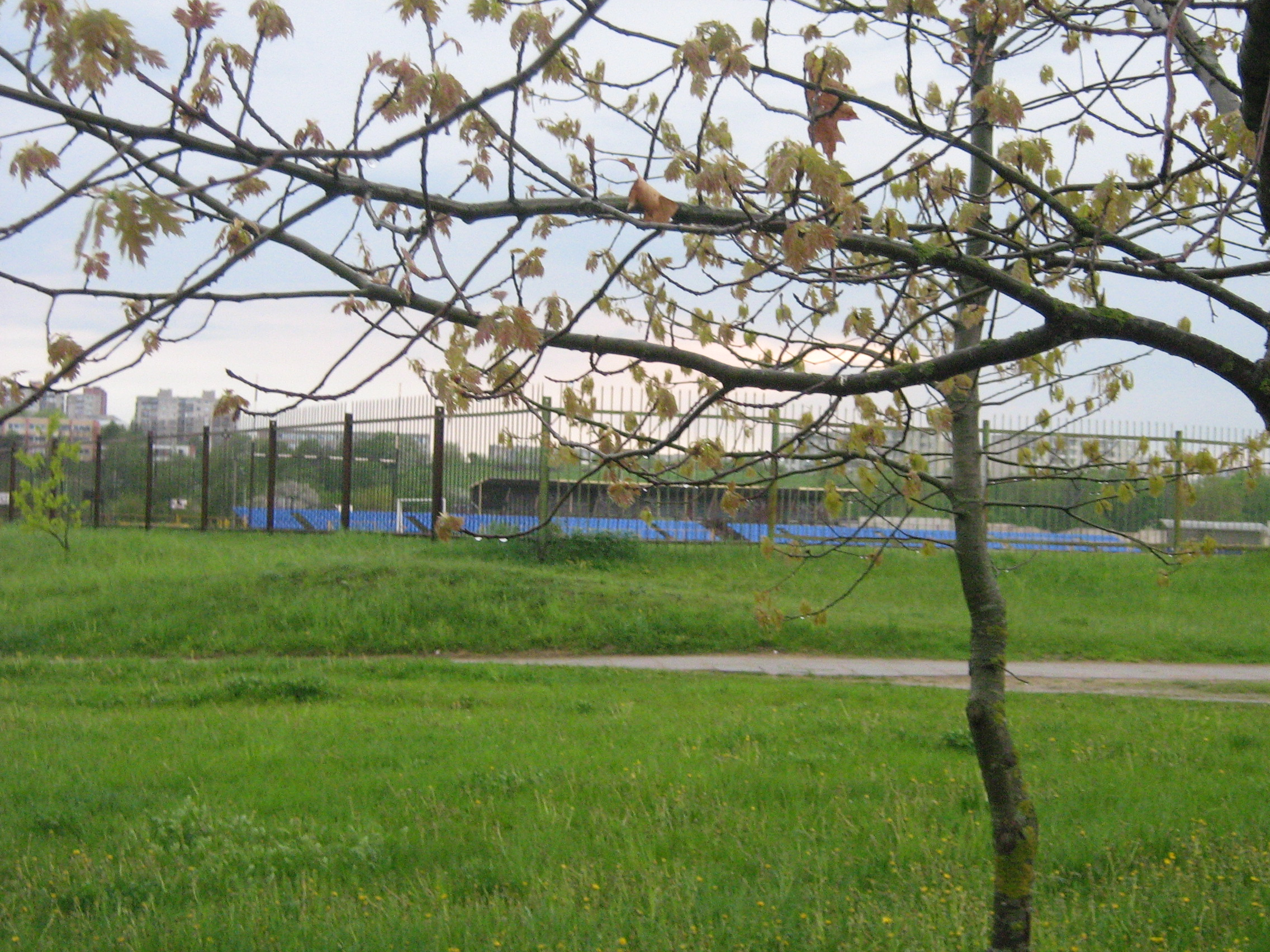
Außenansicht
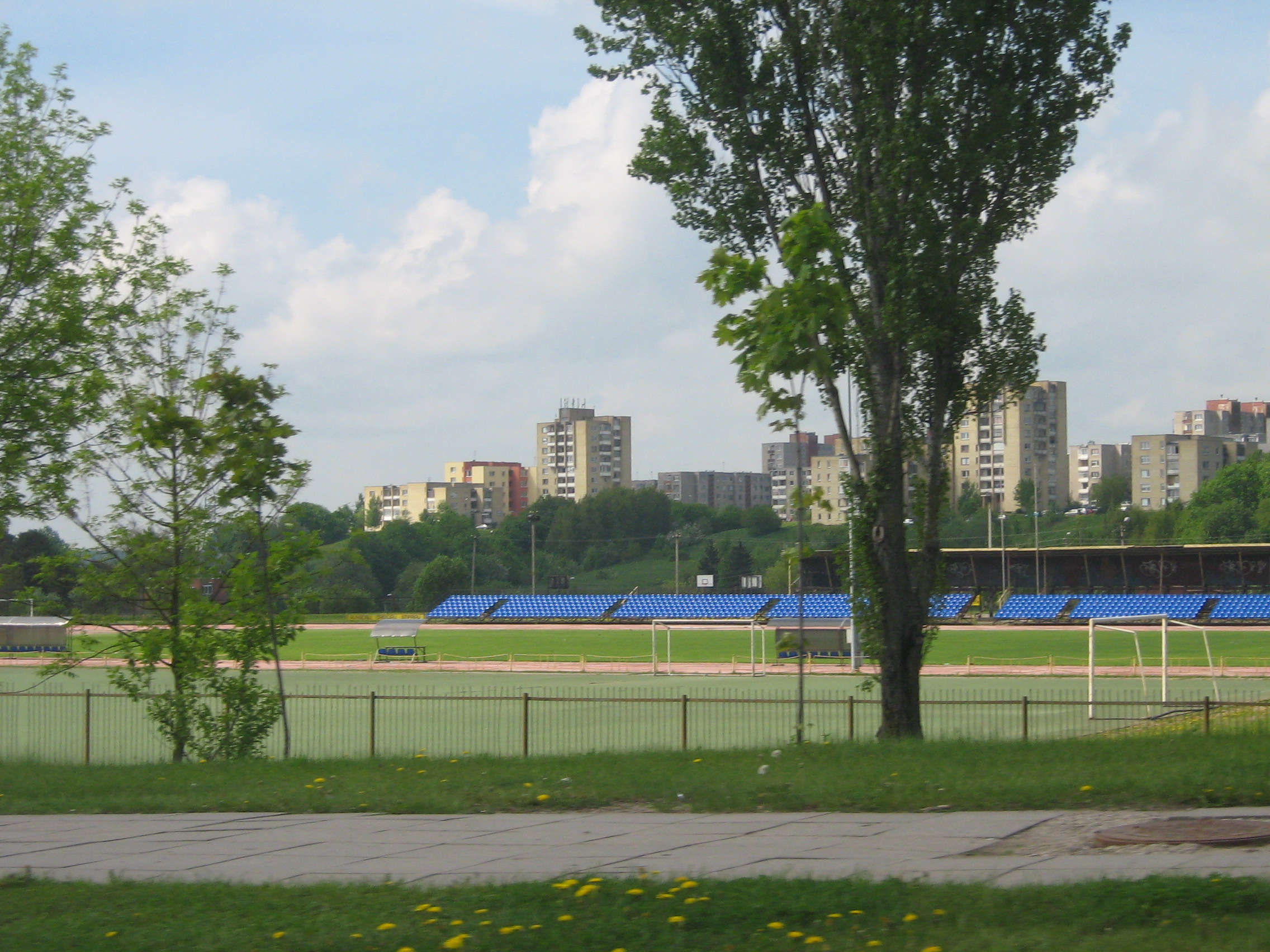
Innenansicht
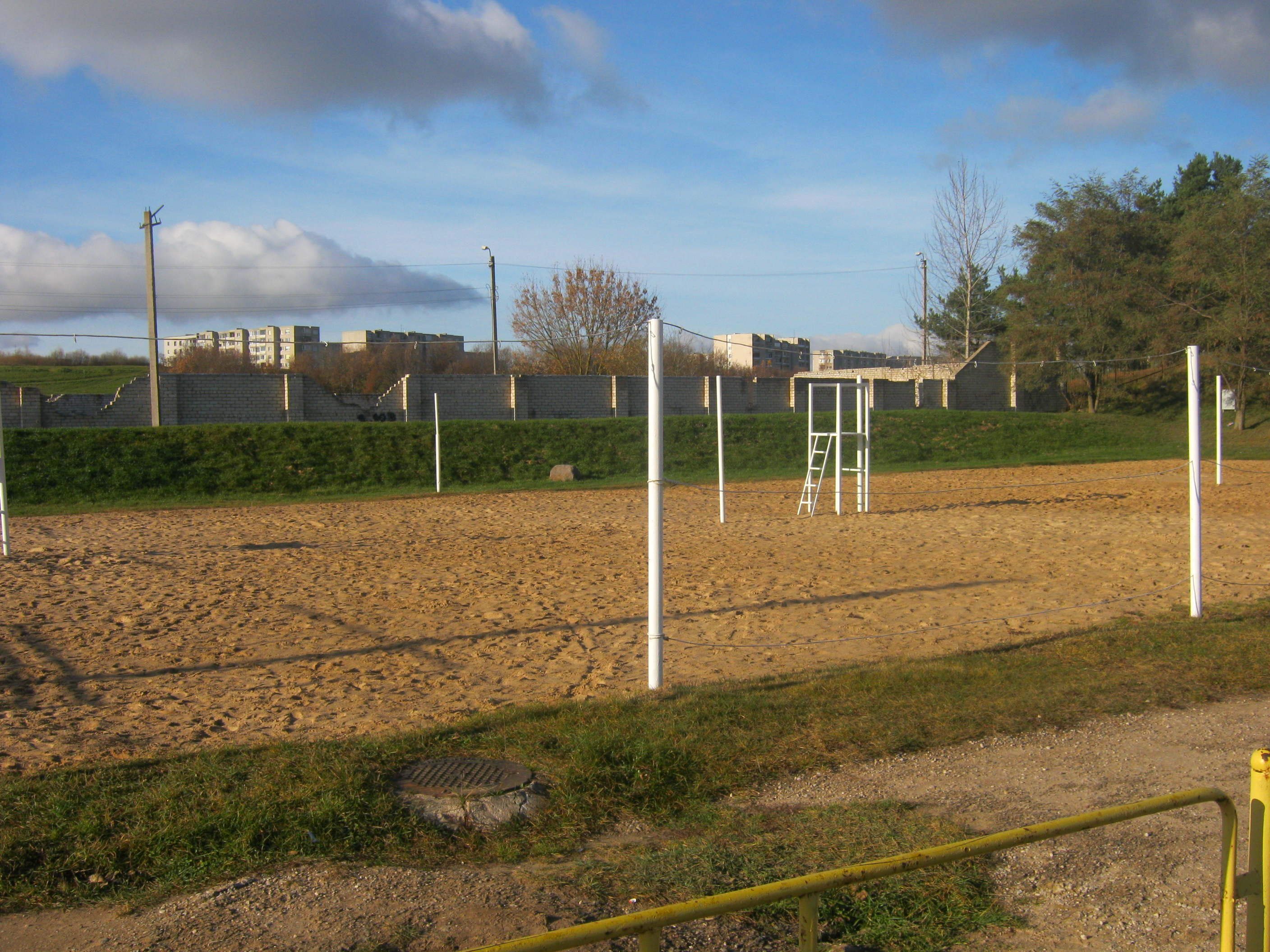
Beachvolleyball-Platz
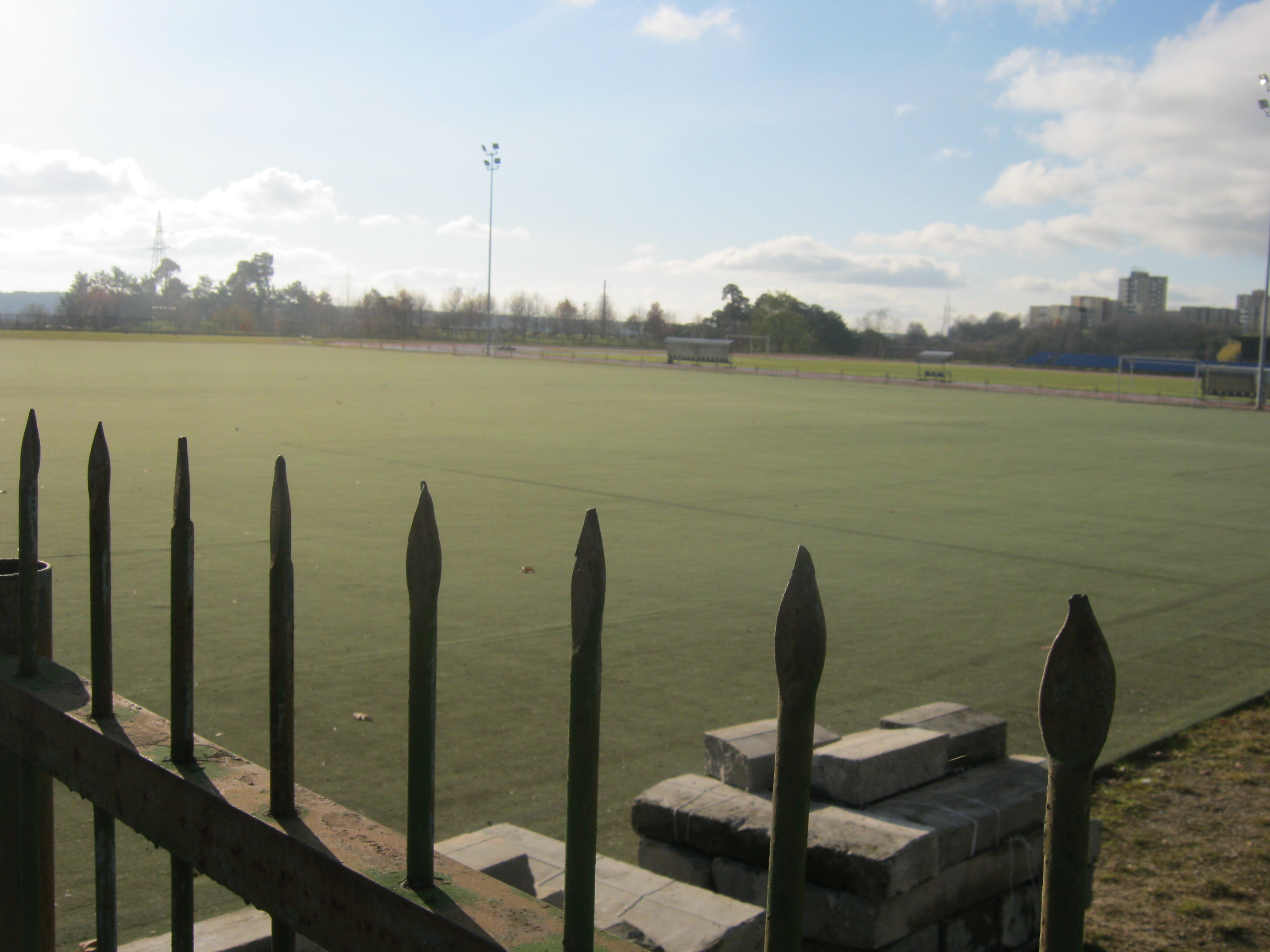
Großes Feld